# شلکار
شلکار (به لاتین: Shelkar) یک شهرک در جمهوری خلق چین است که در Tingri County واقع شده‌است. شلکار ۸٬۷۶۷ نفر جمعیت دارد و ۴٬۳۳۰ متر بالاتر از سطح دریا واقع شده‌است.

## نگارخانه

شلکار
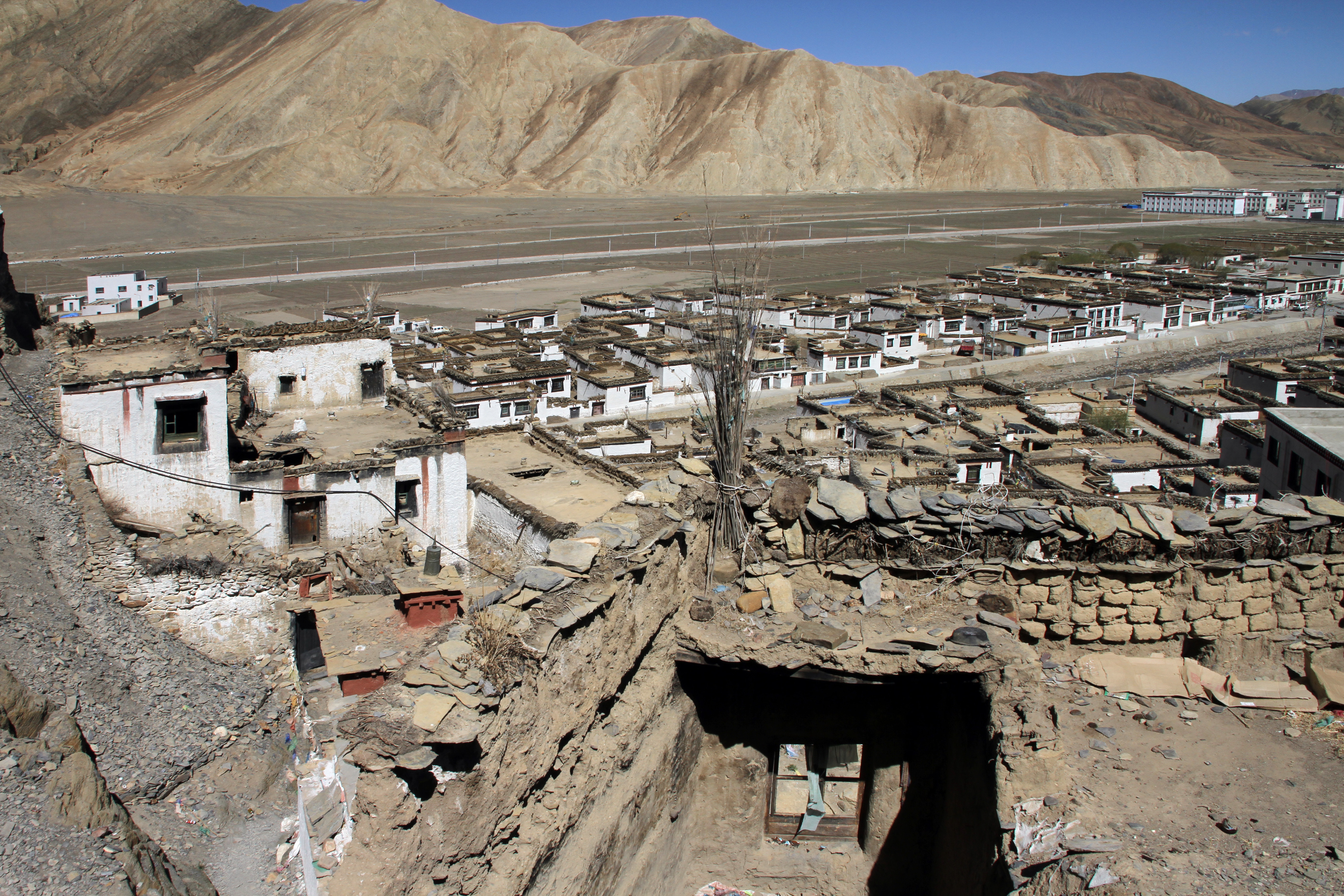
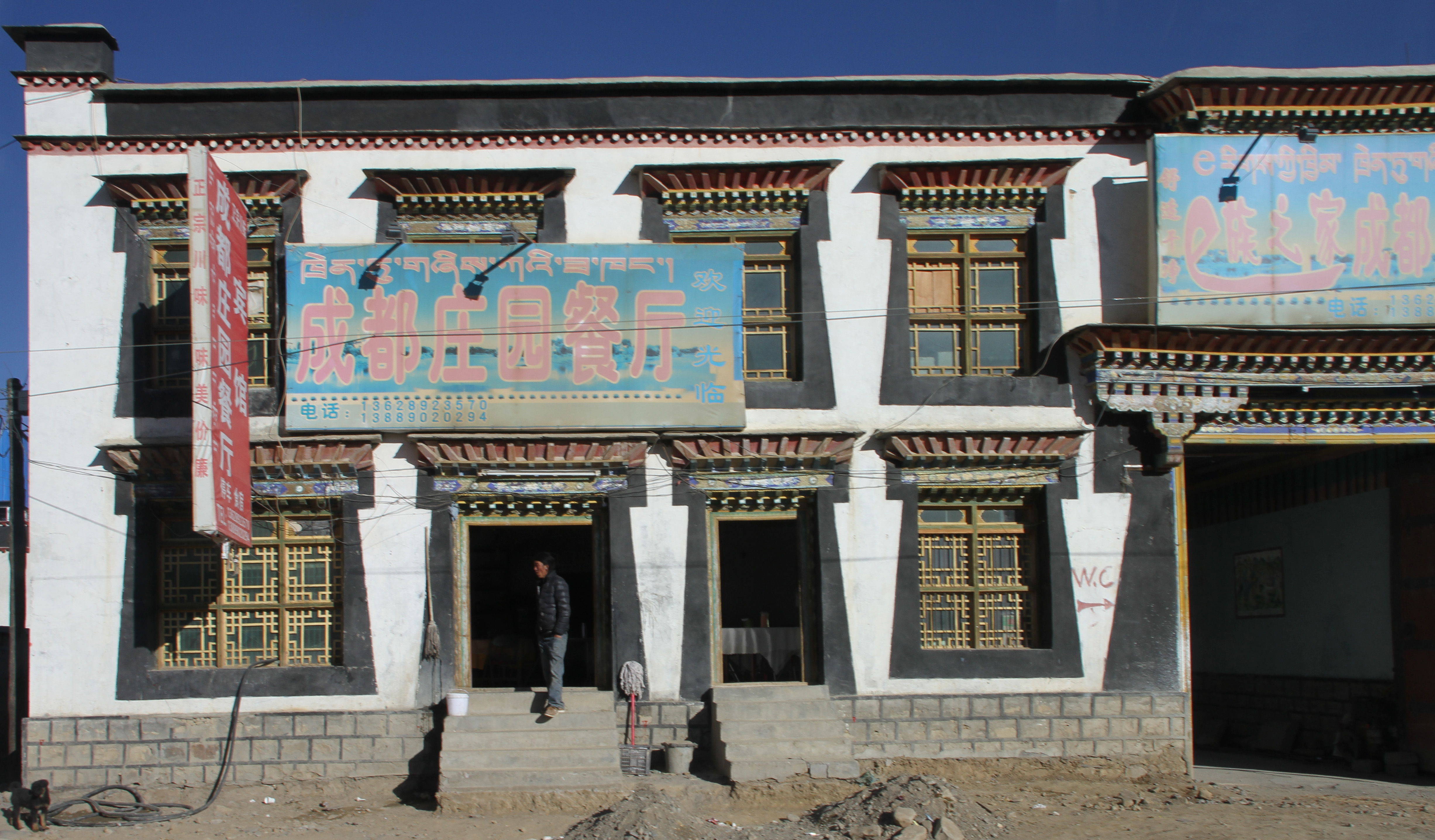
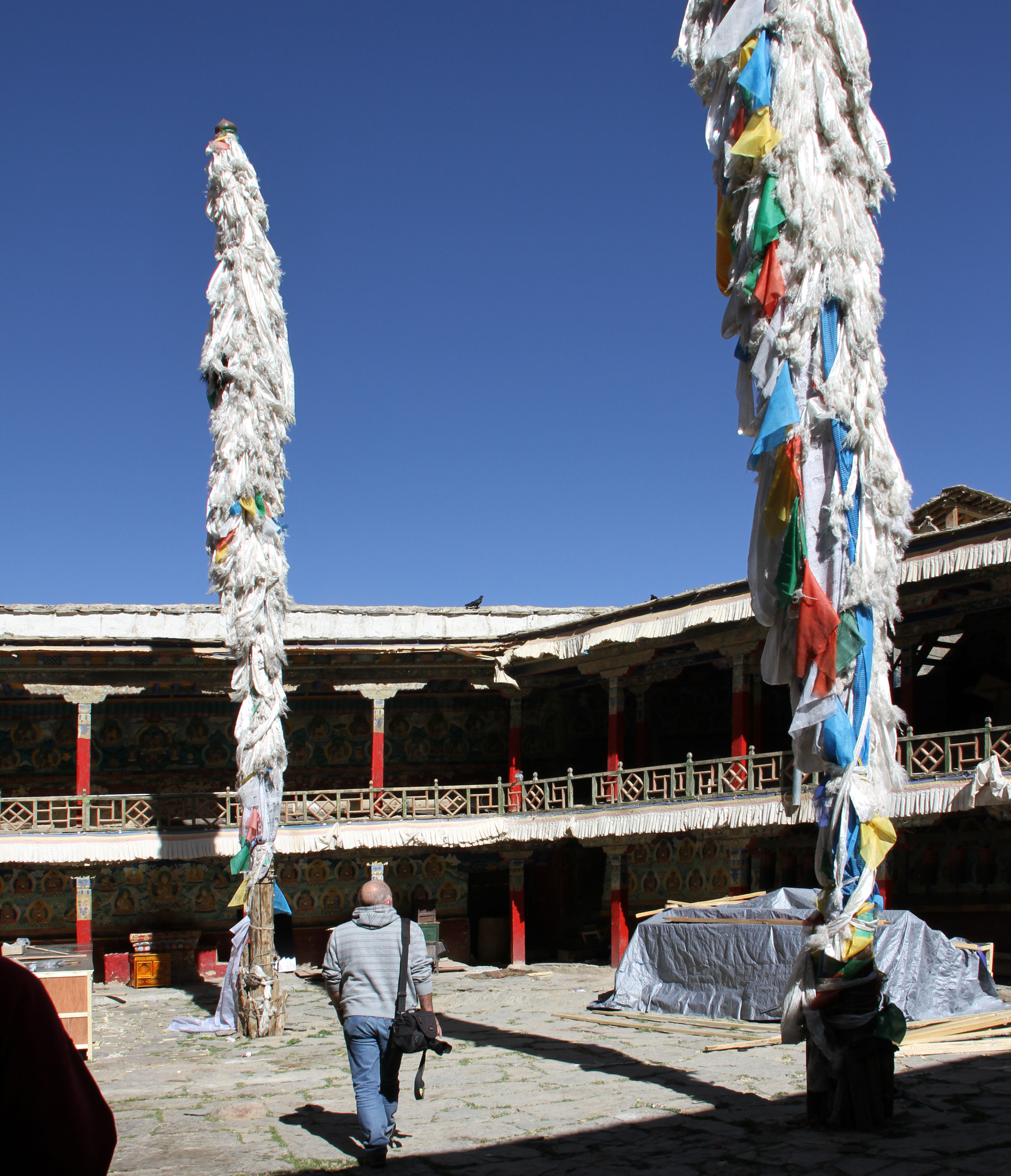
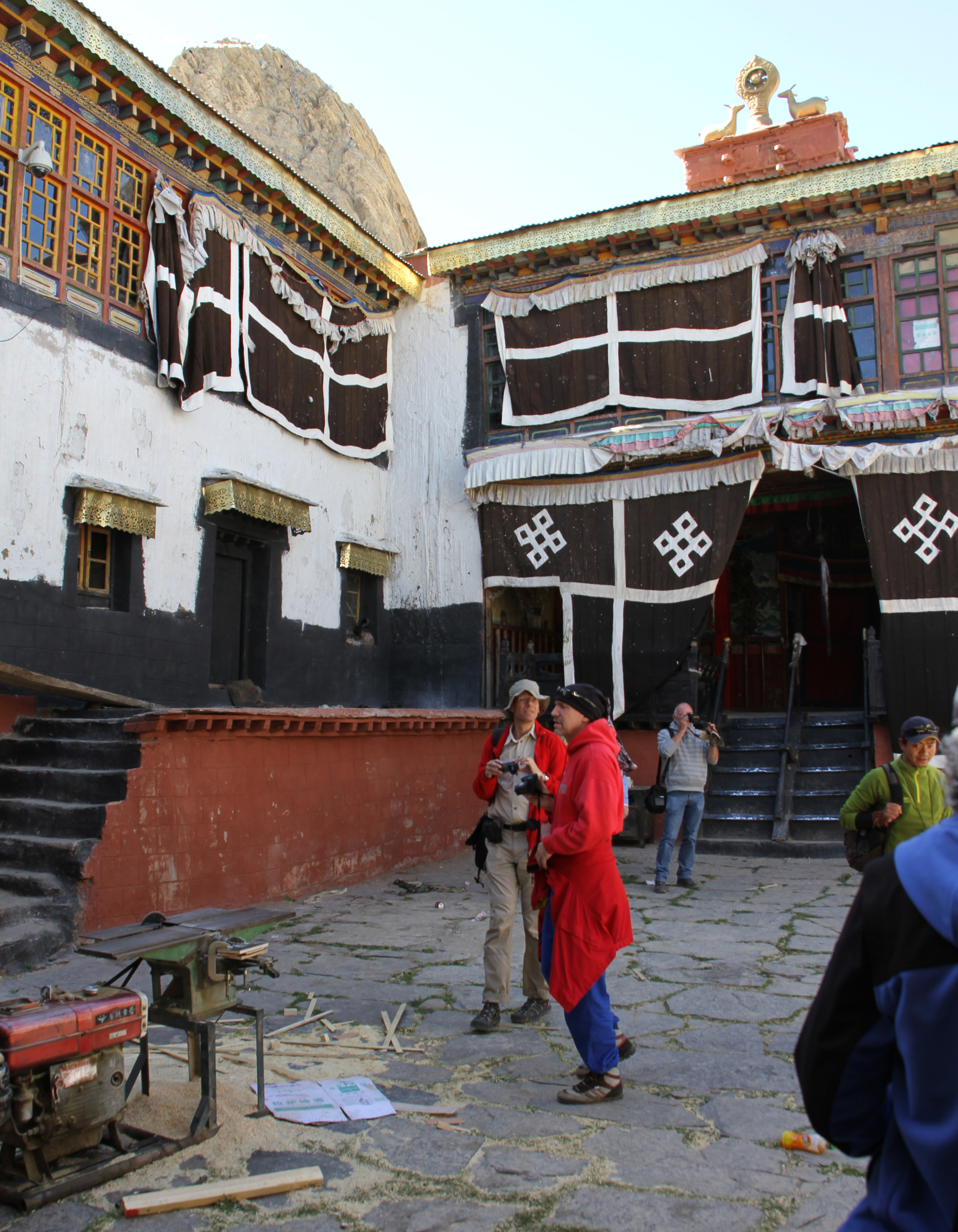
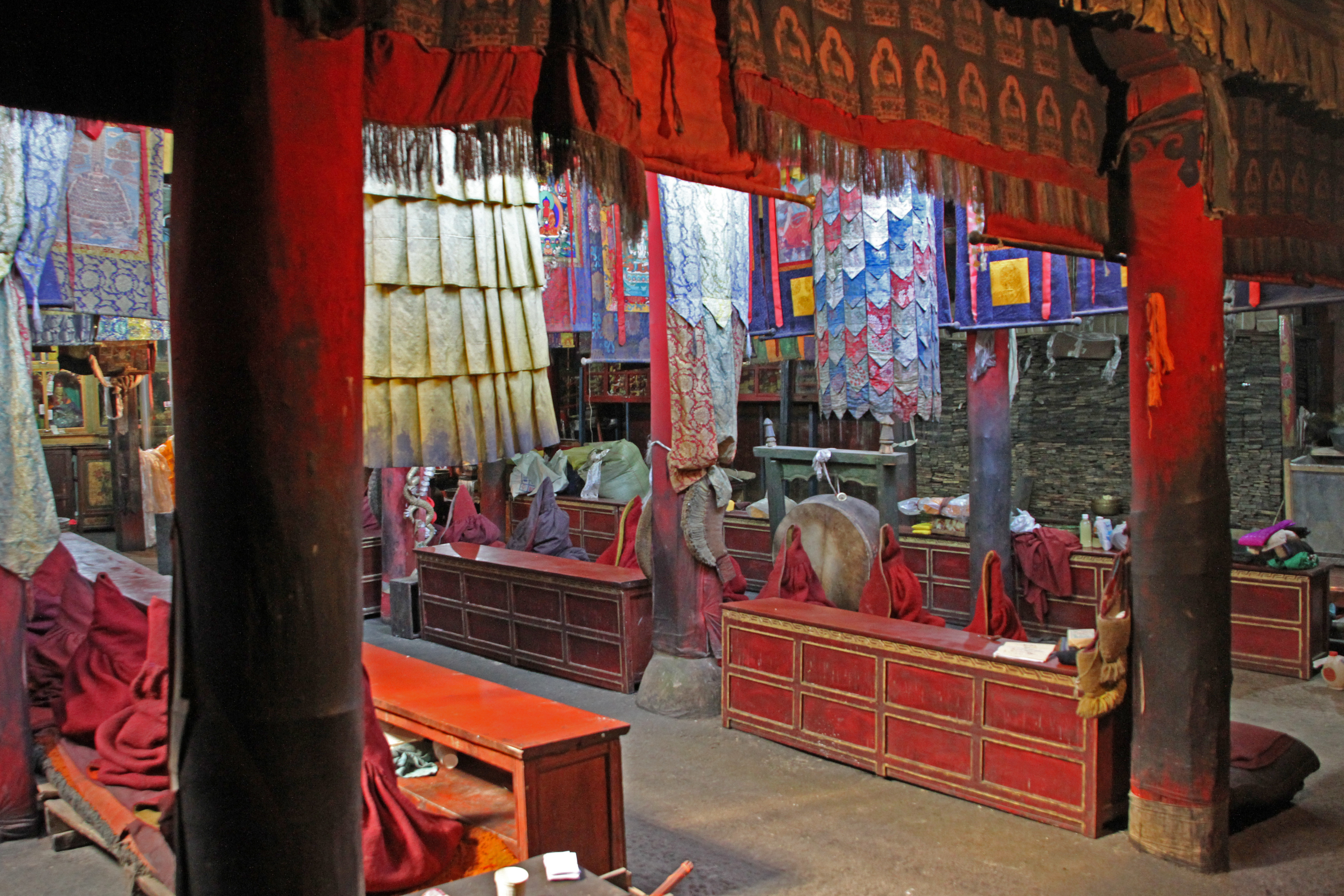
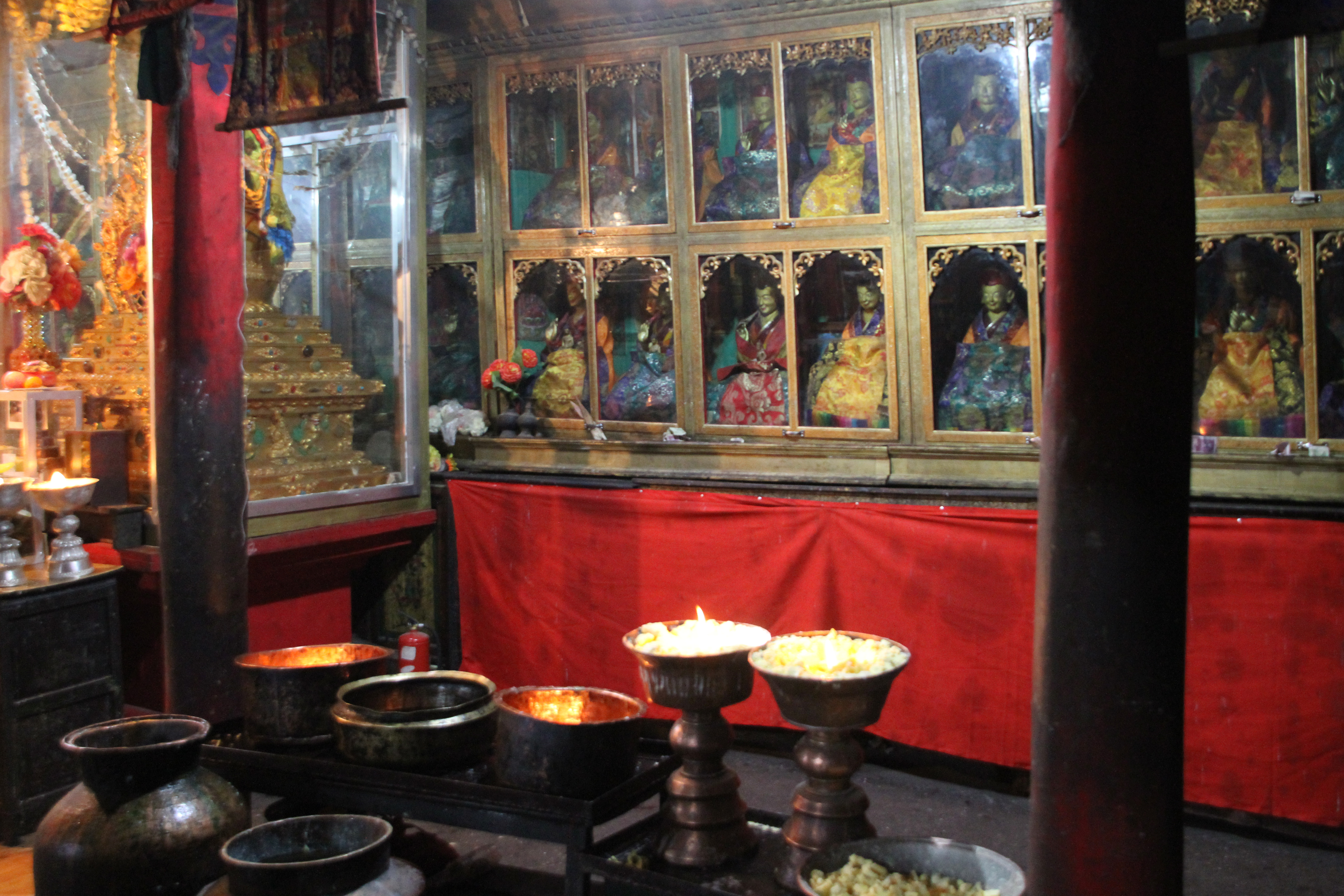
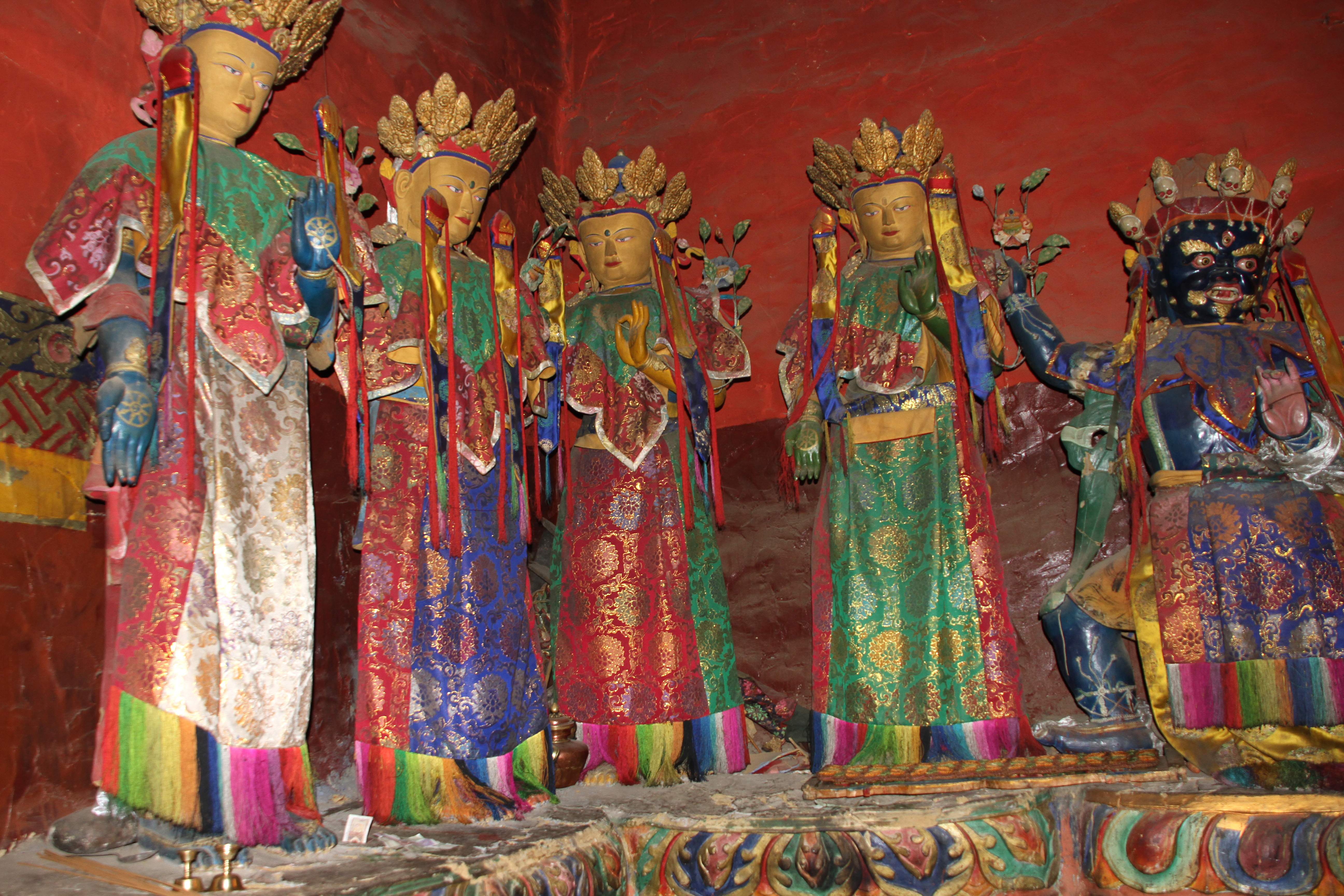